# Krasice (województwo podkarpackie)
Krasice – wieś w Polsce położona w województwie podkarpackim, w powiecie przemyskim, w gminie Krasiczyn.
Wieś szlachecka Krasice, własność Krasickich, położona była w 1589 roku w ziemi przemyskiej województwa ruskiego. W latach 1975–1998 miejscowość administracyjnie należała do województwa przemyskiego. Od 1999 roku należy do województwa podkarpackiego.

## Położenie
Wieś leży w ciasnym kolanie Sanu (205 kilometr od ujścia), u stóp długiego ramienia, odchodzącego od Bukowego Garbu (426 m n.p.m.). Jest jedną z dwóch wsi należących do gminy Krasiczyn, a leżących na północnym brzegu Sanu. Od południa do wsi można dojechać drogą z miejscowości Olszany przez wiszący most na Sanie. Od północy drogą łączącą się z drogą krajową Przemyśl - Krosno.

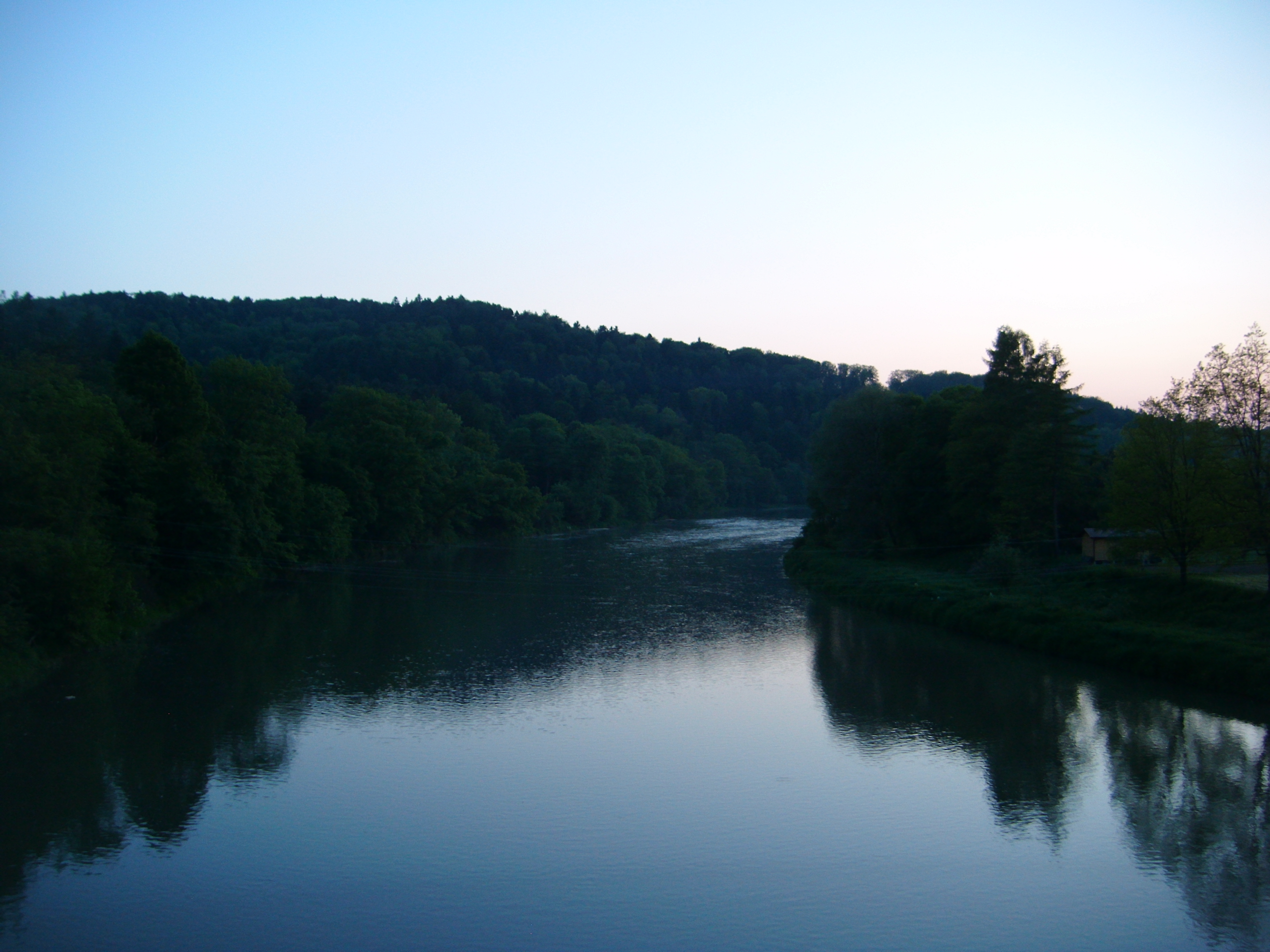
Widok na rzekę San

## Historia
Pierwsze wzmianki o Krasicach, będących wtedy własnością królewska pochodzą z 1413 r. Dzierżawcą królewskim był Jan Baranko. Na pocz. XVI w. należały do rodziny Orzechowskich. Około 1540 r. Barbara Orzechowska herbu Oksza wyszła za mąż za Jakuba z Siecina, wnosząc w posagu m.in. Krasice. Ich potomkowie przejęli od wsi nazwisko Krasiccy. Syn Jakuba i Barbary, Stanisław Krasicki, oboźny koronny, kasztelan przemyski, starosta bolimowski, lubomielski i doliński rozpoczął budowę zamku obronnego na gruntach wsi Śliwnicy (obecny Krasiczyn). Wieś była w rękach Krasickich do 1682 r., później często zmieniała właścicieli, z których ostatnimi byli Sapiehowie.
Obecnie Krasice są miejscowością typowo rekreacyjną z wieloma domkami i ośrodkami wypoczynkowymi. Wchodzi w skład rzymskokatolickiej parafii Najświętszej Maryi Panny w Olszanach, jako jedyna miejscowość położona po stronie północnej Sanu. Jest częścią wschodniego szlaku rowerowego „Green Velo”, łączącego północ i południe kraju.

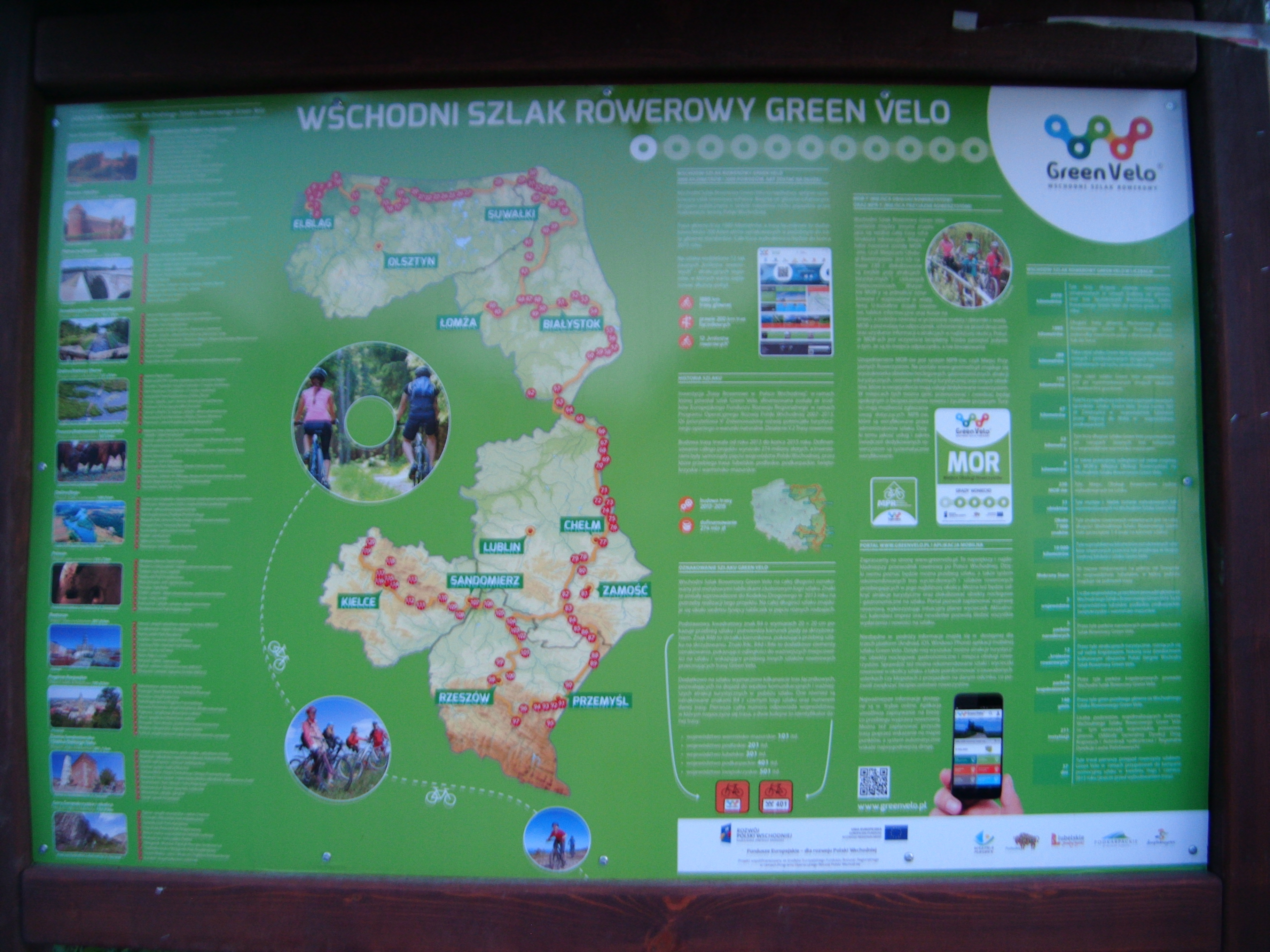
Tablica informacyjna

## Cerkiew
Pierwsza wzmianka o cerkwi parafialnej pochodzi z 1540 r. Obecna cerkiew pw. św. Michała Archanioła została zbudowana w 1899 r. Po wysiedleniu ludności ukraińskiej w ramach Akcji „Wisła” w 1947 r. stoi opuszczona. Jest to budowla dwudzielna, składa się z obszernej, prostokątnej nawy głównej i węższego prezbiterium, zamkniętego trójbocznie. Nad całością dwuspadowy dach o jednej kalenicy, kryty blachą. Na środku kalenicy ośmioboczna kopuła z latarnią, w szczytach dwie małe, ośmioboczne kopułki. Na przedłużeniu nawy mały przedsionek. Przed cerkwią murowana dzwonnica, współcześnie pokryta dwuspadowym daszkiem z blachy falistej z nową kopułką. W bezpośrednim sąsiedztwie cerkwi jest staw hodowlany oraz pasieka.